# Vescomtat de Brosse

Blasó dels des vescomtes de Brosse

El vescomtat de Brosse (Vescomtat de Brossa, en occità) fou una jurisdicció feudal del Llemosí, derivada dels vescomtes de Llemotges i centrada al castell de Brosse a la vora de l'Indre. A la segona meitat del segle xiii van adquirir per matrimoni les senyories de Boussac, Sainte-Sévère i Huriel i la primera es diu que hauria estat erigida en vescomtat temporalment doncs Pere I de Brosse (+ 1305) hereu del seu germà Roger, es titulava vescomte de Brussac i Huriel (però el vescomtat no va subsistir, ja que a la mort de Joan, Pere, germà i hereu de Roger a Boussac, va esdevenir vescomte de Brosse. Després del matrimoni de Joan II de Brosse amb Nicola de Penthièvre al segle xv, els vescomtes de Brosse van agafar el títol de comtes de Penthièvre. Amb l'extinció de la casa de Penthièvre el 1564 el vescomtat va seguir els passos del comtat de Penthièvre.

## Llista de vescomtes de Brosse
- Gerald

Fills Bernat, Guillem, Guiu, Folc, Garnier
- Bernat I, fill.

fills Bernat, Beard. Esposa Agnes de Livéras
- Bernat II (1105-1168), fill

casat amb Filiberta de la Pastoresse
- Bertran  (1130 - 1176), fill

. casat a Adelmodis d'Angulema.
- Bernat III (1172 - 1222), fill

Fills Hug, Guilleme (arquebisbe de Sens), Alienora. Casat amb Aumur de Thouars.
- Hug I (1210 - 1274), fill

Fills Hug, Roger (senyor de Boussac). Casat a Giburga Palesteau de Saint-Sévère.
- Hugues II (1236 - 1297), fill

Fills Joan, Elies o Heli, Alienora. Casat amb Isabel de Déols.
- Joan (1265 - abans de 1315), fill

Fill, Joana

### Senyors de Boussac

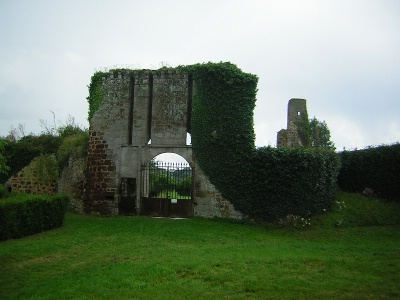
Ruines du Château de Brosse

- Pierre Ier (1274-1315), fill de Roger i de Margarita de Déols.

Fill Lluís i Pere. Casat amb Blanca de Sancerre
- Lluís I (1304-1356), fill, mort a la batalla de Poitiers (1356).

Fills Margarita, Blanca, Lluís, Pere, Isabel, Joana.
- Lluís II (mort el 1390), fill
- Pere II (1345 - 1422), germà

Fills: Joan, Antonet, Blanca, Caterina.
- Joan I (1375-1453). Mariscal de Françae (Mariscal de Boussac), company de Joana d'Arc.

Fills: Joan II, Margarita, Blanca. Casat amb Joana de Naillac
- Joan II, fill, casat amb Nicola de Penthièvre

Fills Joan, Antoni, Paula, Claudina, Bernarda, Helena.

### Comtes de Penthièvre
- Joan III (mort el 1502), fill.

Fills: Ramon, Magdalena, Francesc, Isabel, Margarita, Caterina. Casat amb Lluïsa de Laval.
- Ramon (mort el 1524), fill, mort a la batalla de Pavia.

Fills: Francesc, Joan, Carlota, Joana, Francesca. Casat amb Joana de Commenges.
- Joan IV (mort el 1564)